# 8625 Simonhelberg
A 8625 Simonhelberg (ideiglenes jelöléssel (8625) 1981 EX15) a Naprendszer kisbolygóövében található aszteroida. Schelte J. Bus fedezte fel 1981. március 1-jén.